# 新美敏
新美 敏（にいみ さとし、1952年8月2日 - ）は、熊本県宇土市出身の元プロ野球選手（投手）・コーチ。

## 経歴
PL学園高校では3年次の1970年、エース投手・5番打者として夏の甲子園に出場。田代克業（中大－本田技研）との二本柱で勝ち進み、決勝に進出するが東海大相模に敗れ準優勝に終わる。同年秋の岩手国体では、決勝で大分商の小川清一に投げ勝ち優勝。PL学園では同期の新井宏昌、1学年下の行澤久隆がチームメイトであった。
高校卒業後、1971年に日本楽器へ入社。1972年の都市対抗では池谷公二郎との二本柱で勝ち進む。決勝では三菱自動車川崎の池田善吾と投げ合い完封勝ち、初優勝を飾る。この大会では3回戦で三菱名古屋から大会史上3人目の毎回奪三振を記録するなど大きな注目を浴び、橋戸賞を受賞。同年の第20回アマチュア野球世界選手権日本代表、社会人ベストナインに選出される。この時の打線の主軸は榊原良行、小田義人（大昭和製紙から補強）、船見信幸であった。
同年のドラフト1位で日拓ホームフライヤーズに入団。
1973年は多摩川で開始したバッテリー組の自主トレーニングに参加し、ランニングやダッシュの他に、首脳陣の前で初めてボールを投げてみせた。田宮謙次郎監督はキャッチボールをする新美を見て「ゆったり大きなフォームをしている。いいね」と顔がほころび、大器であると確信したという。身長172cmとプロ野球選手としては小柄な新美に「もうちょっと背が欲しいんじゃないか?」と田宮監督は問いかけたが、新美は笑みを浮かべながらもきっぱりと「このままでいいです。小さいのが、大きい人を牛耳ったら気持ちいいじゃないですか」と言った。田宮は負けん気の強さが出るところに「すぐ使えるかもしれない」と手応えを十分感じたが、オープン戦では結果が出なかった。最大の武器であるシュートをあまり投げなかったこともオープン戦が好結果ではなかった要因だったが、新美には「今見せたら、他球団に研究される。シュート解禁はペナントレースに入ってから」という計算があった。田宮に見限られない程度に抑えて一軍入りし、4月17日に行われた開幕2戦目のロッテ戦（後楽園）で初登板初完封勝利を挙げた。内外角のコーナーに投げ分ける制球の良さに加え、ここ一番でウイニングショットが光った。4回、ロッテの1番弘田澄男に右中間へ三塁打を打たれたが、2番ジム・ラフィーバーから4番有藤道世の主軸を凡フライに打ち取り、この3人を仕留めたボールこそ、この日のためにしまっておいたシュートであり、その回の裏に野村収から自ら先制適時打を放った新美はそのまま投げ切り、117球6安打3三振1四球で完封勝利を飾る。新人投手の初登板初完封は当時プロ野球史上10人目の快挙であり、日拓の記念すべき公式戦初勝利をもたらした新美はその後も勝利を重ね、チーム最終戦となった10月16日のロッテ戦（草薙）でも勝ち投手になり、最後も締めた。前後期で6勝ずつをマークしての計12勝は高橋直樹と並ぶチーム最多勝であり、先発・リリーフと獅子奮迅の活躍で54試合に登板したのもチーム最多であった。投球イニング数もチーム最多である222回3/1を投げ、後期に日拓が3位に入る原動力となった新美はパ・リーグの新人王を獲得。その直後に日拓はチームを日本ハムに譲渡。
1974年も12勝を挙げ、オールスター初出場を果たす。しかしこの年、ある日の阪急戦で福本豊に四球を与え、二盗、三盗、犠飛で失点。その後に球団の重役から「八百長やってんのか」と言われ、気持ちと共に成績も落ち込んだという。
1976年は先発で2度KOされた後はリリーフ起用が主となり、チーム状況からビハインド時の登板が多く活躍も限られた。そのために2勝と勝ち星は少なくなってしまい、抑える試合もある反面打たれる試合も多く不完全燃焼な1年であった。同年秋にはトレードの噂が飛び交い、スポーツ新聞には「巨人の柴田勲と交換」と書かれた。新美は中ぶらりんな心境でオフを過ごしていたが、まだ婚約者であった妻の実家で電話が鳴った。相手は広島の古葉竹識監督であり、トレード移籍が決まった知らせであった。新美は「嘘でしょ。どうして居場所が分かったの。カープが地元のスターである佐伯を出すはずがない」と戸惑うばかりであったが、同郷の先輩である古葉は「いいから来い」とだけ言った。
1977年に鵜飼克雄・皆川康夫・内田順三と共に、佐伯和司・宮本幸信・久保俊巳との4対3の交換トレードで広島東洋カープへ移籍。先発投手として期待された同年は3月6日に古巣・日本ハムとのオープン戦（鳴門）に先発し、トレード相手の佐伯と投げ合った。新美は5回、佐伯は3回を共に無失点に抑え、お互いに古巣へ意地を示した。しかし開幕後は調子が下降し、3勝7敗、防御率は6点台に沈む。ここから二軍暮らしが長く続き、登板機会が段々と減り引退間近と思われたが、30歳手前で若手と一緒にアメリカの教育リーグに参加。
1983年からは中継ぎに活路を見出し、同年は29試合に登板、5年ぶりの勝星も挙げた。
1984年も16試合に登板して4年ぶりのリーグ優勝に貢献し、阪急との日本シリーズにも登板。
1987年に現役を引退。
引退後は広島で一軍投手コーチ（1988年）→二軍投手コーチ（1989年 - 1991年）、古巣・日本ハムで一軍投手コーチ（1992年 - 1994年）を務めた。日本ハムコーチ就任直後、広島でくすぶっていた金石昭人（PL学園の8年後輩）の獲得を新監督の土橋正幸（新美の入団1年目後期にも監督を務めた）に進言したことがある。そして津野浩とのトレードで日本ハムに移籍した金石は復活を遂げ主力投手として活躍し、新美の投手を見る眼の確かさが証明された。週刊ベースボールのインタビューに応じた際には、自らの選手生活などについて振り返っている。
日本ハム退団後は山梨県のゴルフ場「オリムピックカントリークラブ」勤務を経て、クラブチーム「WIEN'94」監督（2010年 - 2013年）を務めた。
2015年からはエスプライド鉄腕監督に就任し、家族的な雰囲気づくりに力を入れている。2021年には都市対抗東京都2次予選敗者復活1回戦で、PL学園出身で広島OBの後輩・西田真二監督率いるセガサミーと対戦。仕事で来られない選手もいてフルメンバーではなかったエスプライドが2-0で競り負けたが、カープでチームメートであった新美と西田は試合後に本塁を挟んでグータッチをした。現在は神奈川県川崎市在住。

## エピソード
- 1972年のドラフト会議の時にはニカラグアでのアマチュア野球世界選手権に出場しており、日拓ホームへの売却前であった東映から指名を受けたことを現地で聞き「一番希望していた球団ではなかった」と発言したが、日本では「『一番きらいなチームに指名された』と入団拒否」と報道されたため、岡田茂社長から絶対獲得を命じられた球団代表と田宮が羽田空港に迎えに来て誠意を見せた[9]。
- 二軍暮らしが長く続いた頃、札幌遠征に行けない時に広島市民球場のロッカーに段ボール箱一杯のジャガイモが置いてあった。球団からのお裾分けで、気にかけてもらって、嬉しくなった新美は今でも「カープで一番の思い出」と振り返っている[3]。
- 広島に移籍したばかりの1977年2月、日南春季キャンプの休日、パチンコ店で松田耕平オーナーが「調子はどうだ」と新美の隣に座り、一緒に話をしたことも思い出に残っていると語る[3]。

## 詳細情報

### 年度別投手成績
| 年 度      | 球 団         | 登 板 | 先 発 | 完 投 | 完 封 | 無 四 球 | 勝 利 | 敗 戦 | セ 丨 ブ | ホ 丨 ル ド | 勝 率 | 打 者 | 投 球 回 | 被 安 打 | 被 本 塁 打 | 与 四 球 | 敬 遠 | 与 死 球 | 奪 三 振 | 暴 投 | ボ 丨 ク | 失 点 | 自 責 点 | 防 御 率 | W H I P |
| ---------- | ------------- | ----- | ----- | ----- | ----- | -------- | ----- | ----- | -------- | ----------- | ----- | ----- | -------- | -------- | ----------- | -------- | ----- | -------- | -------- | ----- | -------- | ----- | -------- | -------- | ------- |
| 1973       | 日拓 日本ハム | 54    | 27    | 6     | 2     | 1        | 12    | 13    | --       | --          | .480  | 950   | 222.1    | 223      | 13          | 78       | 7     | 8        | 117      | 2     | 2        | 99    | 90       | 3.65     | 1.35    |
| 1974       | 日拓 日本ハム | 41    | 30    | 10    | 3     | 0        | 12    | 14    | 2        | --          | .462  | 864   | 209.1    | 194      | 25          | 62       | 5     | 3        | 74       | 1     | 0        | 99    | 89       | 3.83     | 1.22    |
| 1975       | 日拓 日本ハム | 37    | 18    | 2     | 1     | 0        | 4     | 9     | 1        | --          | .308  | 639   | 144.1    | 148      | 17          | 61       | 2     | 5        | 73       | 3     | 0        | 95    | 87       | 5.44     | 1.45    |
| 1976       | 日拓 日本ハム | 30    | 3     | 0     | 0     | 0        | 2     | 7     | 2        | --          | .222  | 351   | 83.0     | 92       | 11          | 23       | 0     | 1        | 42       | 0     | 0        | 44    | 44       | 4.77     | 1.39    |
| 1977       | 広島          | 22    | 14    | 2     | 0     | 0        | 3     | 7     | 0        | --          | .300  | 355   | 78.0     | 94       | 15          | 35       | 1     | 4        | 41       | 0     | 0        | 57    | 53       | 6.12     | 1.65    |
| 1978       | 広島          | 5     | 1     | 0     | 0     | 0        | 0     | 0     | 1        | --          | ----  | 47    | 9.2      | 15       | 1           | 4        | 0     | 0        | 12       | 1     | 0        | 7     | 7        | 6.30     | 1.97    |
| 1979       | 広島          | 3     | 0     | 0     | 0     | 0        | 0     | 1     | 0        | --          | .000  | 16    | 3.2      | 4        | 0           | 1        | 0     | 0        | 1        | 0     | 0        | 1     | 0        | 0.00     | 1.36    |
| 1980       | 広島          | 6     | 0     | 0     | 0     | 0        | 0     | 0     | 0        | --          | ----  | 31    | 7.0      | 5        | 1           | 4        | 0     | 0        | 8        | 1     | 0        | 4     | 3        | 3.86     | 1.29    |
| 1982       | 広島          | 1     | 0     | 0     | 0     | 0        | 0     | 0     | 0        | --          | ----  | 4     | 1.0      | 1        | 0           | 0        | 0     | 0        | 0        | 0     | 0        | 0     | 0        | 0.00     | 1.00    |
| 1983       | 広島          | 29    | 0     | 0     | 0     | 0        | 1     | 0     | 0        | --          | 1.000 | 170   | 46.0     | 30       | 6           | 11       | 0     | 0        | 29       | 0     | 0        | 8     | 8        | 1.57     | 0.89    |
| 1984       | 広島          | 16    | 0     | 0     | 0     | 0        | 1     | 0     | 0        | --          | 1.000 | 88    | 21.1     | 19       | 1           | 8        | 3     | 1        | 9        | 0     | 0        | 6     | 5        | 2.11     | 1.27    |
| 1985       | 広島          | 18    | 0     | 0     | 0     | 0        | 0     | 1     | 0        | --          | .000  | 104   | 25.1     | 28       | 4           | 6        | 0     | 1        | 12       | 0     | 0        | 13    | 12       | 4.26     | 1.34    |
| 1986       | 広島          | 12    | 0     | 0     | 0     | 0        | 0     | 0     | 0        | --          | ----  | 66    | 15.0     | 19       | 0           | 2        | 1     | 1        | 10       | 1     | 0        | 7     | 6        | 3.60     | 1.40    |
| 1987       | 広島          | 1     | 0     | 0     | 0     | 0        | 0     | 0     | 0        | --          | ----  | 8     | 2.0      | 1        | 0           | 1        | 0     | 0        | 1        | 0     | 0        | 1     | 1        | 4.50     | 1.00    |
| 通算：14年 | 通算：14年    | 275   | 93    | 20    | 6     | 1        | 35    | 52    | 6        | --          | .402  | 3693  | 868.0    | 873      | 94          | 296      | 19    | 24       | 429      | 9     | 2        | 441   | 405      | 4.20     | 1.35    |

- 各年度の太字はリーグ最高
- 日拓（日拓ホームフライヤーズ）は、1974年（昭和49年）に日本ハム（日本ハムファイターズ）に球団名を変更

### 表彰
- 新人王 （1973年）

### 記録
初記録
- 初登板・初先発登板・初勝利・初先発勝利・初完投・初完封：1973年4月17日、対ロッテオリオンズ前期1回戦（後楽園球場） ※新人の初登板初完封はプロ野球史上10人目
- 初安打・初打点：同上、4回裏に野村収から適時単打

その他の記録
- オールスターゲーム出場：1回（1974年）

### 背番号
- 16 （1973年 - 1976年）
- 19 （1977年 - 1987年）
- 82 （1988年 - 1991年）
- 73 （1992年 - 1994年）